# كورت كار
كورت كار (بالإنجليزية: Kurt Carr)‏ هو ملحن وكاتب أغاني ومغني وموسيقي أمريكي، ولد في 12 أكتوبر 1964 في هارتفورد في الولايات المتحدة.

## وصلات خارجية
- كورت كار على موقع ميوزك برينز (الإنجليزية)
- كورت كار على موقع ديسكوغز (الإنجليزية)